# François Werner (homme politique)
 (mars 2025).
Cet article concerne l'homme politique français. Pour les autres significations, voir François Werner.
Pour les articles homonymes, voir Werner.
François Werner, né le 3 mars 1963 à Nancy (Meurthe-et-Moselle), est un inspecteur général des finances et homme politique français. Il est actuellement maire de Villers-lès-Nancy et vice-président de la métropole du Grand Nancy et du conseil régional du Grand Est.

## Situation personnelle
Il est le frère de Patrick Werner.

## Parcours professionnel
En 1993, proche de François Copé, il rejoint le cabinet de Nicolas Sarkozy au ministère du Budget. En 1995, il devient directeur de cabinet de Guy Drut, ministre de la Jeunesse et des Sports. De 1998 à 2002, il assure les fonctions de secrétaire général adjoint puis secrétaire général auprès du président Robert Badinter de la mission interministérielle pour les droits de l'homme.
Parallèlement, de 1998 à 2000, il est conseiller du président et du directeur général du comité de candidature de Paris aux jeux olympiques de 2008. En 2000, au sein du Comité international olympique (Lausanne), il est représentant spécial de la commission d'éthique pour deux années. À ce titre, il participe à la création et développement de l'ensemble de la démarche de régulation du mouvement olympique.
Entre 2002 et 2004, il est directeur de cabinet du secrétaire d'État aux programmes immobiliers de la justice, conseiller auprès du garde des Sceaux, ministre de la justice, Dominique Perben. Il met notamment en œuvre le programme immobilier pénitentiaire. De 2004 à 2005, il exerce la fonction de directeur général du Groupement d'intérêt public de préfiguration de l'Institut national du cancer. De 2005 à 2008, il exerce la même fonction au sein de TRACFIN (Ministère de l'économie et du budget), cellule française de lutte contre le blanchiment de capitaux et le financement du terrorisme. De 2009 à 2016, il est directeur général du Fonds de garantie des assurances, un investisseur institutionnel ayant quatre milliards d'actifs placés.
En février 2023, il est nommé président du conseil d’administration de l’Institut régional d’administration, à Metz.

## Détail des mandats et fonctions
- depuis janvier 2023 : vice-président délégué à la transition énergétique et a la transition écologique à la Région Grand Est
- De 2021 à 2022 : vice-président Jeunesse et Sports à la région Grand Est[2]
- depuis 2020 : membre du Conseil de l’Institut d’Etudes Politiques de Paris.
- De  2017 à 2020 : vice-président coordination des politiques européennes, enseignement supérieur et recherche à la région Grand Est ; auparavant conseiller régional, président de la commission Enseignement supérieur recherche depuis décembre 2015
- depuis 2014 : administrateur de SMACL Assurances, président du comité d'audit de l'assureur
- Depuis 2014 , Métropole du Grand Nancy
- : Métropole du Grand Nancy :
  - vice-président, délégué à l'attractivité, développement économique/Tourisme, Nancy Thermal. Depuis juillet 2020.
  - vice-président, délégué à l'enseignement supérieur, la recherche, l'innovation, au numérique, à la veille intelligente, aux réseaux de villes (2014/2020)
  - délégué au Pôle métropolitain européen Sillon Lorrain chargé de Lorn Tech/French Tech
- depuis 2014 : maire de Villers-lès-Nancy
- 2008-2014 : président délégué à la commission « Attractivité et compétitivité du territoire » de la communauté urbaine du Grand-Nancy
- 2008-2014 : conseiller municipal de Villers-lès-Nancy
- 2001-2008 : adjoint au maire de Nancy, chargé des finances et du budget de la ville de Nancy
- 2001-2008 : vice-président, chargé de l'université et de la recherche communauté urbaine du Grand Nancy

## Ouvrage
- 1990 : Finances locales, avec Jean-François Copé et préface de Pierre Richard - Economica - (Rééditions en 1993 et 1997)

## Décorations
- Chevalier de la Légion d'honneur, 14 juillet 2019[3].